# États-Unis contigus
« CONUS » redirige ici. Pour les autres significations, voir Conus.

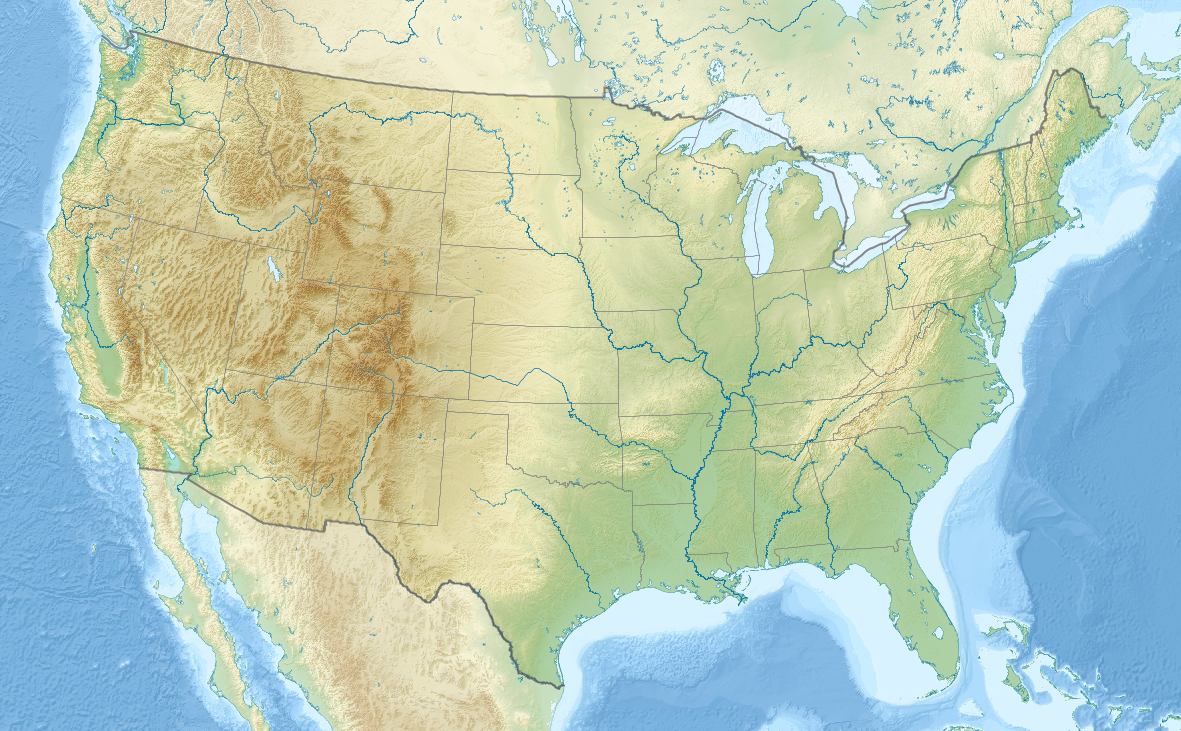
États-Unis contigus.

Le terme États-Unis contigus (en anglais Contiguous United States) fait référence aux 48 États américains et au district de Columbia (ville de Washington) situés en Amérique du Nord, entre la frontière avec le Canada et la frontière avec le Mexique. Le terme exclut les États américains de l'Alaska et d'Hawaï et tous les territoires américains d'outre-mer (Porto Rico, Guam, Mariannes du Nord, îles Vierges américaines, etc.). Un autre terme employé avec le même sens est Conterminous United States (« États-Unis attenants »). 
Les deux termes sont plus précis que celui des États-Unis continentaux (en anglais Continental United States) qui quelquefois inclut l'Alaska,,,
et quelquefois non.
Les deux termes sont aussi plus clairs que lower 48 (« les 48 inférieurs »), qui peut inclure ou non le district de Columbia (qui n'est pas un État ou partie d'un des 48 États) et exclut ou non Hawaï (qui est l'État le plus méridional des États-Unis). Le guide du National Geographic recommande l'utilisation du mot contigu (contiguous) lorsque l'on parle des 48 États. Les militaires américains utilisent l'acronyme de CONUS pour Contiguous United States.
Ensemble, les 48 États contigus et le district de Columbia ont une superficie de 7 825 267 km2 dont 7 663 942 km2 en superficie terrestre soit 83,65 % de la superficie terrestre des États-Unis et 161 326 km2 d'eau soit 62,66 % de la superficie en eau du pays. La plus grande distance (sur une route suivant le grand cercle) entre deux points des 48 États continus est de 4 509 km entre la Floride et l'État de Washington. La plus longue ligne nord-sud est de 2 660 km.
En 2020, la population des 48 États contigus et le district de Columbia est de 329 260 619 habitants, soit 99,3 % de la population totale des États-Unis. La densité de population y est de 43 habitants au km2, à comparer aux 36 habitants par km2 pour l'ensemble du pays.

## Termes utilisés hors des 48 États
À Hawaï et dans les territoires américains d'outre-mer, on emploie les termes the Mainland (la Métropole) ou U.S. Mainland pour faire référence aux États-Unis contigus.
En Alaska, à cause de l'ambiguïté entourant l'usage du mot continental, on utilise peu l'expression continental United States. Beaucoup sont familiarisés avec le terme Lower 48 (les 48 inférieurs) qui a longtemps été le terme utilisé mais depuis les années 1980, de plus en plus d'Alaskains utilisent le terme Outside (à l'extérieur) pour faire référence au reste des États-Unis. Ils parlent ainsi par exemple de leur vacances outside ou qu'ils sont nés outside,,.

## Zones non continues au sein des États-Unis contigus
Certaines petites parties des États-Unis contigus ne sont accessibles par la voie terrestre qu'en passant par le territoire canadien : Point Roberts dans l'État de Washington, Elm Point et l'Angle nord-ouest au Minnesota, en sont trois exemples. Alburgh dans le Vermont n'est pas directement relié par la terre au territoire américain mais est accessible par des ponts depuis les États de New York et du Vermont.